# Grand Prix automobile de Saint-Sébastien 1926

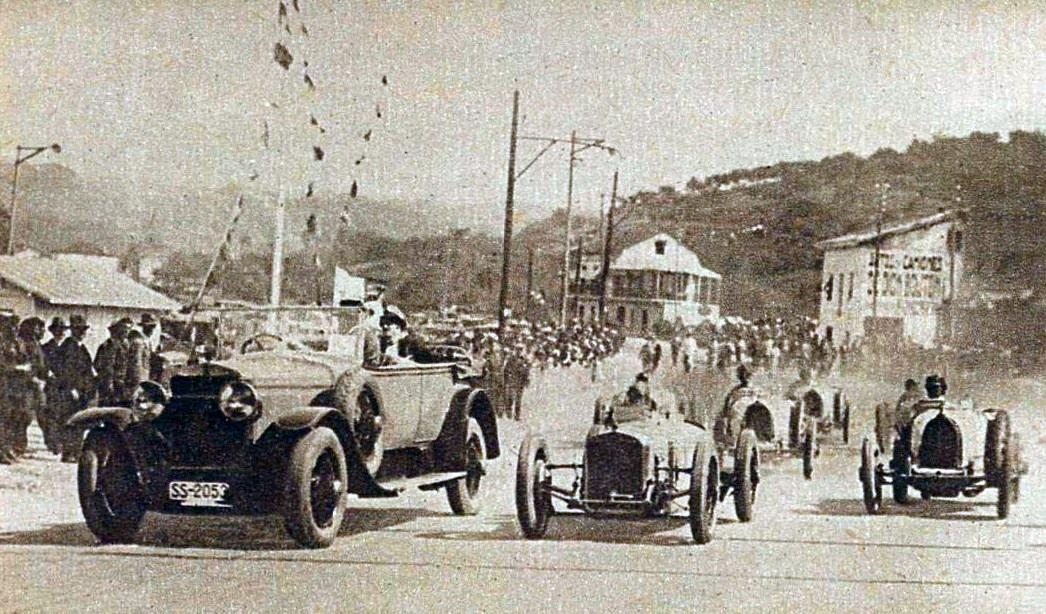
Le départ (Goux à droite).

Le Grand Prix automobile de Saint-Sébastien 1926 est un Grand Prix qui s'est tenue à Circuit de Lasarte le 18 juillet 1926. Le vainqueur de cette épreuve a également reçu le titre honorifique de vainqueur du Grand Prix automobile d'Europe.

## Classement

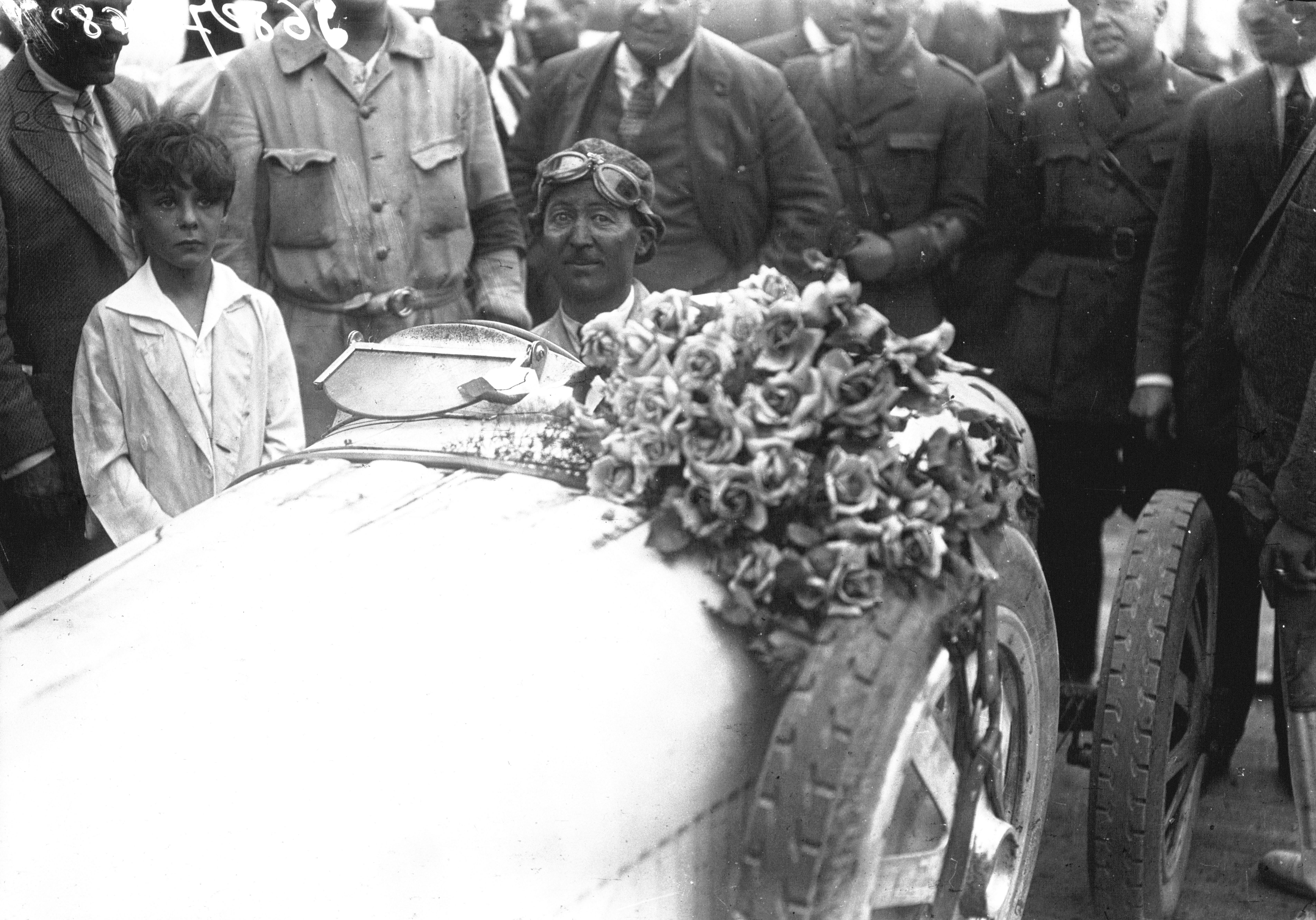
Jules Goux après avoir reçu le bouquet de fleurs du vainqueur de la course.

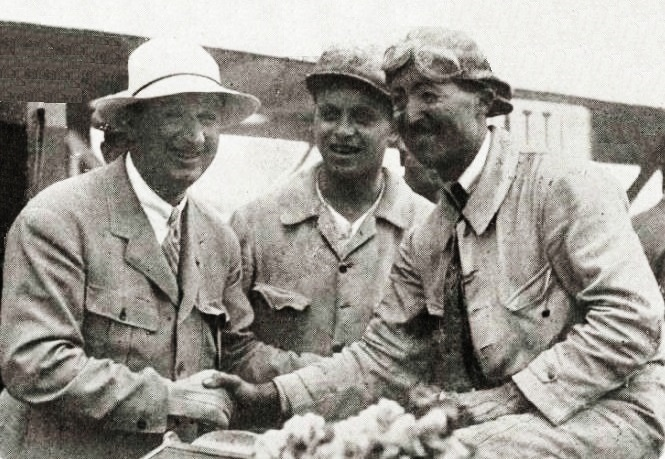
Jules Goux reçoit les félicitations d'Ettore Bugatti.

| Pos. | no | Pilote                                   | Châssis          | Tours | Temps/Abandon                 | Grille |
| ---- | -- | ---------------------------------------- | ---------------- | ----- | ----------------------------- | ------ |
| 1    | 2  | Jules Goux                               | Bugatti Type 39A | 45    | 6 h 51 min 52 s (116,36 km/h) | 1      |
| 2    | 7  | Edmond Bourlier Robert Sénéchal          | Delage 155B      | 45    | 6 h 59 min 42 s               | 6      |
| 3    | 10 | Meo Costantini                           | Bugatti Type 39A | 45    | 7 h 28 min 18 s               | 5      |
| 4    | 21 | André Morel Louis Wagner Edmond Bourlier | Delage 155B      | 40    | 7 h 26 min 10 s               | 3      |
| 5    | 18 | Ferdinando Minoia                        | Bugatti Type 39A | 40    | 7 h 26 min 15 s               | 4      |
| Nc.  | 15 | Robert Benoist Robert Sénéchal           | Delage 155B      | 30    | 6 h 56 min 0 s                | 2      |
| Np.  | 1  | ?                                        | OM 865           |       |                               |        |
| Np.  | 3  | ?                                        | Talbot 700       |       |                               |        |
| Np.  | 4  | ?                                        | Guyot Spéciale   |       |                               |        |
| Np.  | 5  | Ernest Eldridge                          | Eldridge         |       |                               |        |
| Np.  | 6  | ?                                        | Sima-Violet      |       |                               |        |
| Np.  | 8  | ?                                        | Jean Graf CIME   |       |                               |        |
| Np.  | 9  | ?                                        | OM 865           |       |                               |        |
| Np.  | 11 | ?                                        | Talbot 700       |       |                               |        |
| Np.  | 12 | ?                                        | Guyot Spéciale   |       |                               |        |
| Np.  | 13 | ?                                        | Eldridge Anzani  |       |                               |        |
| Np.  | 14 | ?                                        | Sima-Violet      |       |                               |        |
| Np.  | 16 | ?                                        | Jean Graf CIME   |       |                               |        |
| Np.  | 17 | ?                                        | OM 865           |       |                               |        |
| Np.  | 19 | ?                                        | Talbot 700       |       |                               |        |
| Np.  | 20 | ?                                        | Sima-Violet      |       |                               |        |
| Np.  | 22 | ?                                        | Sima-Violet      |       |                               |        |

## Pole position et record du tour
- Pole position :  Jules Goux (Bugatti) par tirage au sort
- Meilleur tour en course :  Louis Wagner (Delage)en 8 min 53 s 5 (119,78 km/h)